# Automatic Systems
Automatic Systems, fundada en 1969 por Michel Coenraets, es una compañía belga especializada en la automatización del control seguro de las entradas.
En 1974, Automatic Systems abrió su primera filial en París (Francia), luego las de Montreal (Canadá) y Barcelona (España) en 1986  y la de Londres (Reino Unido) en 1994.
En 1998, fue creada la empresa BCA tras la recompra de la división barreras de ASEA-ABB.
Desde 2002, Automatic Systems forma parte del grupo Bolloré que integró la empresa a su filial Grupo IER.[cita requerida]
En 2013, la compañía abrió su filial china en Taicang-Suzhou, cerca de Shanghái, para la producción y el suministro de los mercados asiático-pacífico-indio.
Hoy Automatic Systems cuenta con 6 filiales internacionales, 4 centros de investigación y desarrollo así como centros de producción para diseñar y fabricar equipos de control de acceso peatones, pasajeros y vehículos.
En 2012, el grupo Automatic Systems exportó el 90% de su producción y realizó un volumen de negocios de 58.6 millones de euros.[cita requerida]

## Histórico
| 1969 | Creación de Automatic Systems por Michel Coenraets en Bruselas, empresa especializada en la producción de barreras levadizas. |
| 1998 | Creación de BCA tras la recompra de la división Barreras de ASEA-ABB.                                                         |
| 2002 | Automatic Systems fue adquirida por Bolloré e integrada al Grupo IER.                                                         |
| 2008 | Automatic Systems gana el Premio de Exportación de Valonia.                                                                   |

## Productos y mercados

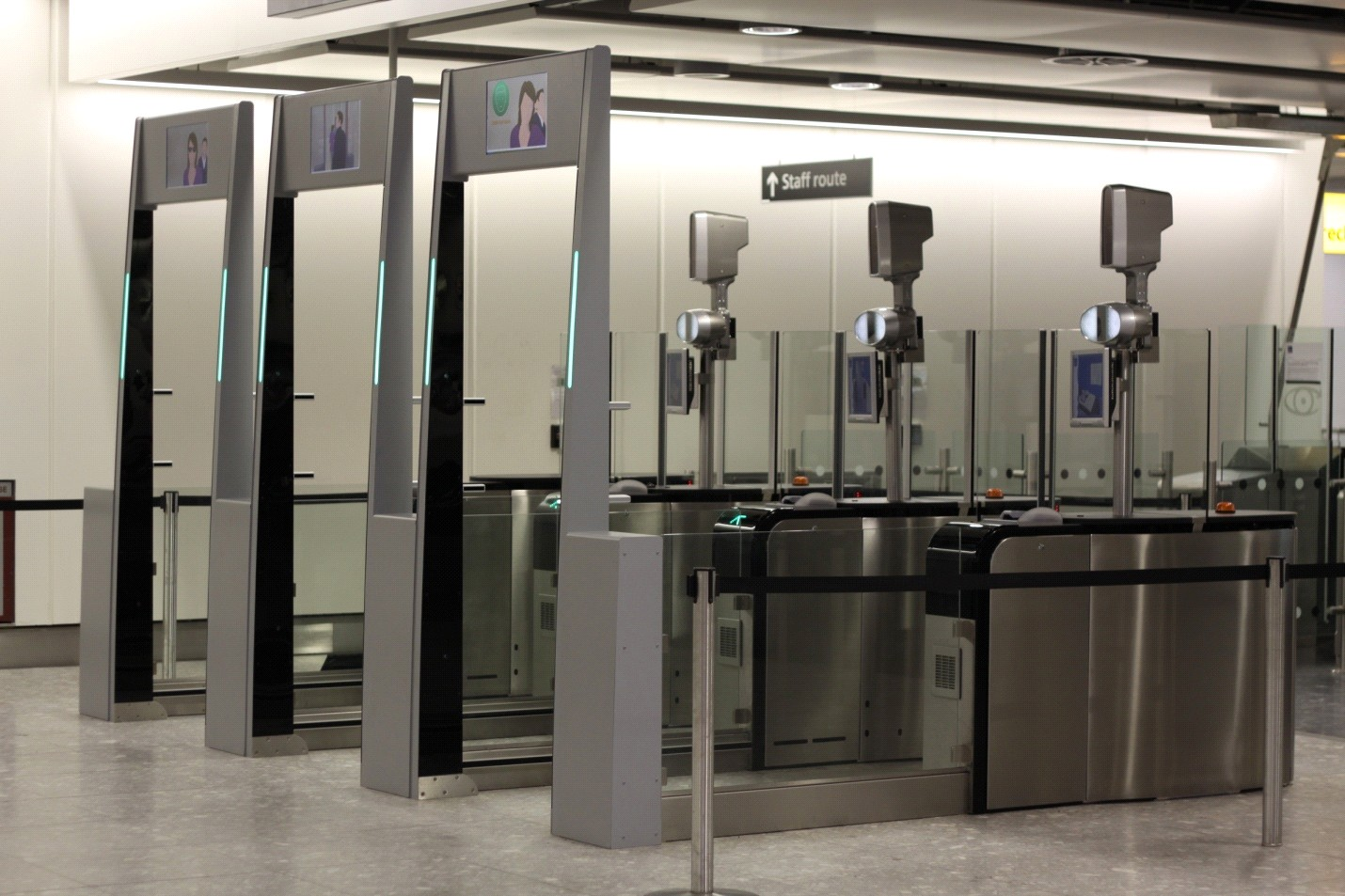
Puertas de acceso al pasaporte electrónico de la Terminal 4 de Heathrow.

Control de acceso de vehículos: barreras levadizas, barreras de seguridad, barreras de largo alcance, bolardos y obstáculos escamoteables
Estos productos son instalados en las estaciones de peaje de las autopistas, en las entradas y salidas de estacionamientos y también para la gestión de tráfico y acceso a zonas sensibles.
Control de acceso de peatones: pasillos de seguridad, puertas pivotantes, torniquetes trípodes y esclusas de seguridad
Se instalan en los vestíbulos de los edificios de oficinas, las sedes sociales, los edificios de administración privada o pública, los entornos industriales y también en las instalaciones de ocio y deporte.
Control de acceso de pasajeros: pasillos de seguridad, puertas pivotantes, torniquetes trípodes y esclusas de seguridad, puertas antirretorno
Estos productos equipan estaciones de Metro/Tranvía, estaciones ferroviarias, de autobuses, marítimas así como los terminales de aeropuertos. 
Marcas

### Productos Peatones
SmartLane - gama de pasillos de seguridad

SlimLane - gama de pasillos de seguridad

PNG - gama de pasillos de seguridad

ClearLock - puertas de seguridad

RevLock - puertas giratorias automáticas

InterLock - puertas correderas

PMD/PPV/TBV - puertas pivotantes

TR/TRS - torniquete trípode

### Productos Vehículos
ParkPlus - barreras para aparcamiento

TollPlus - barreras autopista

BL/BLG - barreras con reja fija

RB/RSB - bolardos y obstáculos escamoteables automáticos

### Productos Pasajeros
TGH/TGL - pasillos de alta seguridad para el Transporte Público

SNG - sas segurizados

PAS - puertas antirretorno

QBG/SBG - portillos de embarque automáticos